# 御崎神社 (高山市)
御崎神社（おさきじんじゃ）は、岐阜県高山市丹生川町（旧・大野郡丹生川村）に鎮座する神社。

## 概要
創建時期は不詳。乗鞍岳（乗鞍本宮神社）の里宮の一つであり、かつては「尾崎大明神」「尾崎が森」と称していた。
天文年間に塩屋秋貞が尾崎城を築くと、城の守護神社として社殿を造営。その後尾崎城が廃城となると廃れたが、江戸時代初期に再興。
1871年（明治4年）に村社となる。1947年（昭和22年）、岐阜県神社庁よりに銀幣社に指定される。

## 主祭神
- 八重事代主大神

## 配祀
- 猿田彦大神

## 天然記念物
- 御崎神社の四本杉（高山市指定天然記念物）[6]